# Francis Spain
Francis Spain   (Quitman, 17 de febrer de 1909 - Rochester, 23 de juny de 1977) va ser un jugador d'hoquei sobre gel estatunidenc que va competir durant la dècada de 1930.
Nascut a Geòrgia, de joves es traslladà a Massachusetts, on va aprendre a jugar a l'hoquei sobre gel. Estudià a la Phillips Exeter Academy i al Dartmouth College. El 1936 va prendre part en els Jocs Olímpics de Garmisch-Partenkirchen, on guanyà la medalla de bronze en la competició d'hoquei sobre gel.